# 连然街道
连然街道是中国云南省昆明市安宁市下辖的一个街道，位于安宁市东南部，是安宁市城市中心区域，市人民政府驻地。原属连然镇管辖，2008年撤销连然镇，设连然和金方两个街道。连然街道辖区总面积69.84平方公里，东连太平新城街道，西靠草铺街道，南接县街街道和金方街道，北临温泉街道。

## 行政区划
连然街道下辖以下地区：
文化路社区、金方路社区、东湖社区、螳川社区、百花社区、宝兴社区、小菜园社区、光明社区、大屯社区、宁湖社区、云化社区、金晖社区、极乐村、桃花村和武家庄村。